# Teutomali
Teutomali (en llatí Teutomalius) era un rei dels sal·luvis (saluvii o salluvi) que després de la conquesta de l'oppidum d'Entremont i els seus territoris l'any 123 aC pel cònsol Gai Sexti Calví, que va sotmetre completament i on va fundar Aquae Sextiae, va vendre els sal·luvis supervivents com a esclaus. Teutomali, va poder fugir i es va refugiar entre els al·lòbroges, segons diu Titus Livi.